# Bagatelle (St. Andrew)
Bagatelle es una localidad de Trinidad y Tobago, que forma parte de la parroquia de St. Andrew.

## Geografía
La localidad abarca parte de la isla de Tobago y limita al norte con Calder Hall-Friendsfield, al sur con Scarborough y Bacolet, al este con Hope Farm-John Dial (localidad perteneciente a la parroquia de St. George), y al oeste con Sargeant Cain.

## Demografía
Datos demográficos de la localidad de Bagatelle:
| Gráfica de evolución demográfica de Bagatelle entre 2000 y 2011 |
|                                                                 |